# Ловро Шітович
Ловро Шітович (нар. 1682, Боснійська еялет, Османська імперія (нині м. Любушки, Боснія і Герцеговина) — 28 лютого 1729, Шибеник (нині Хорватія) — боснійсько — хорватський поет і релігійний письменник. Священик.

## Біографія
Народився в мусульманській сім'ї. При народженні був названий Хасаном. Під час Великої Турецької війни в 1690 році його батько потрапив в полон і залишив хлопчика в якості застави, поки він не збере викуп.
Хасан, проживаючи в сім'ї боснійського харамбаші Делії з Динарського нагір'я разом з його дітьми навчився читати і писати і прийняв католицьку віру. Його батько зібравши гроші, викупив сина і відвіз в Любушки. Однак, він незабаром утік з дому і повернувся в будинок Делії, який відвіз його у францисканський монастир в Заострог, де його навчали християнській вірі. Там він хрестився у віці 17 років, замінивши своє колишнє ім'я Хасан на Степана. У 1701 році став новіціатом і отримав релігійне ім'я Ловро.
Закінчивши монастирську школу, продовжив навчання в Італії, де вивчав філософію і теологію.
З 1708 по 1715 рік викладав філософію в Макарська, в 1716 році — в Шибенику, потім в Архиєпископській семінарії в Спліті, а в 1724 році повернувся до викладання у філософській школі в Макарська.
У 1727 році він був призначений старійшиною францисканського госпісу в Спліті.
Помер під час проповіді в Шибенику.

## Творчість
Автор кількох книг на латинській і хорватській мові.
У Макарська Ловро Шітович створив фундаментальну латинсько-хорватську граматику (Grammatica latino-illyrica), яку опублікував у Венеції в 1713 році (два пізніших видання вийшли в 1742 і 1781 роках), значення якої полягає в тому, що Шітович вніс великий вклад в розвиток лінгвістичного словника на хорватській мові.
Найбільш помітним літературним твором Шітовича є «Святе Письмо Ада» (1727), гостра віршована пісня на есхатологічну тему. Перша книга францисканської літератури, повністю написана у віршах.
Посмертно були опубліковані його твори «Промисел і молитва» (Promišljanja i molitve, Буда, 1734) і «Список науки християнської» (List nauka krstjanskoga, Матс, 1752), крім того, його робота на латинській мові «Doctrina christiana et piae aliquot cantilenae» (близько 1713).
Ловро Шітовіи — перший францисканський духовний письменник, який написав повний твір у віршах. Його твір про Священне Писання в пеклі релігійного змісту і написано в дусі народної поезії.

## Вибрані твори
- Grammatica latino-illyrica (1713)
- Doctrina christiana et piae aliquot cantinelae (близько 1713)
- Pisna od pakla (1727)
- Promišljanja i molitve (1734)
- List nauka krstjanskoga (1752)

## Пам'ять
- У 2009 році перед церквою на батьківщині Ловро Шітовіча був встановлений пам'ятник.